# World Cyber Games 2002
I World Cyber Games 2002 si sono svolti a Daejeon, Corea del Sud, dal 28 ottobre al 3 novembre 2002. L'evento ospitava 462 giocatori da 45 Paesi.

## Giochi ufficiali
- 2002 FIFA World Cup
- Age of Empires II
- Counter-Strike
- Quake III Arena
- StarCraft: Brood War
- Unreal Tournament

## Risultati
| WCG 2002 Grand Final | Gold       | Silver | Bronze      | Quarto          |
| Age of Empires II    | Halen      | IamKen | Rip_Dreams  | Dante_us        |
| Counter-Strike       | M19        | Nerve  | Mousesports | Mayers_fr       |
| FIFA 2002 WC         | ghanggi71  | Jaguar | Stefan      | Windboy_FiFa_cn |
| Starcraft: Brood War | gonia119   | YellOw | Blackman    | elkyfr          |
| Unreal Tournament    | GitzZz     | SHaggY | eVeNfLoW    | fnaticR0X       |
| Quake III: Arena     | c58_uNkind | Akiles | Q4_Socrates | Rocketboy_cn    |

## Medagliere
| Nazione       | O | A | B |
| ------------- | - | - | - |
| Corea del Sud | 3 | 2 | 0 |
| Russia        | 3 | 0 | 0 |
| Germania      | 2 | 0 | 3 |
| Taipei cinese | 1 | 1 | 0 |
| Giappone      | 1 | 0 | 0 |
| Regno Unito   | 0 | 2 | 0 |
| Spagna        | 0 | 2 | 0 |
| Canada        | 0 | 1 | 0 |
| Hong Kong     | 0 | 1 | 0 |
| Kazakistan    | 0 | 1 | 0 |
| Cina          | 0 | 0 | 1 |
| Italia        | 0 | 0 | 1 |
| Nuova Zelanda | 0 | 0 | 1 |
| Paesi Bassi   | 0 | 0 | 1 |
| Polonia       | 0 | 0 | 1 |
| Stati Uniti   | 0 | 0 | 1 |
| Ucraina       | 0 | 0 | 1 |